# Joênia Wapichana
Joênia Batista de Carvalho, más conocida como Joênia Wapichana (Boa Vista, 20 de abril de 1974), es una abogada brasileña,  la primera mujer indígena en ejercer la profesión en Brasil.
En las elecciones de 2018, se convirtió en la primera mujer indígena en ser electa a la Cámara de Diputados de Brasil, en representación del estado de Roraima y como afiliada a Red de Sostenibilidad (REDE).

## Biografía
Miembro del grupo indígena Wapishana, a los ocho años de edad, dejó la aldea donde nació y se mudó con su madre a Boa Vista. Después de terminar la escuela secundaria, comenzó a trabajar en una oficina de contabilidad durante el día, mientras cursaba derecho por la noche en la Universidad Federal de Roraima. Se graduó en 1997.
Sirvió en la demarcación de Raposa Serra indígena do Sol, además de trabajar en el departamento jurídico del Consejo Indígena de Roraima (CIR) y en la defensa de los derechos indígenas a la propiedad de sus tierras en la región norte de Brasil.
Fue la primera presidenta de la Comisión de Derechos de los Pueblos indígenas de la Orden de Abogados del Brasil (OAB), creada en 2013.
En las elecciones legislativas de 2018, fue elegida a la Cámara de Diputados por Roraima.

## Distinciones
En 2004, recibió el Premio Reebok por su actuación en la defensa de los derechos humanos. En 2010, fue condecorada con la Orden del Mérito Cultural del Ministerio de Cultura de Brasil. En 2018 recibió el Premio de Derechos Humanos de la Organización de las Naciones Unidas.